# 화저우구

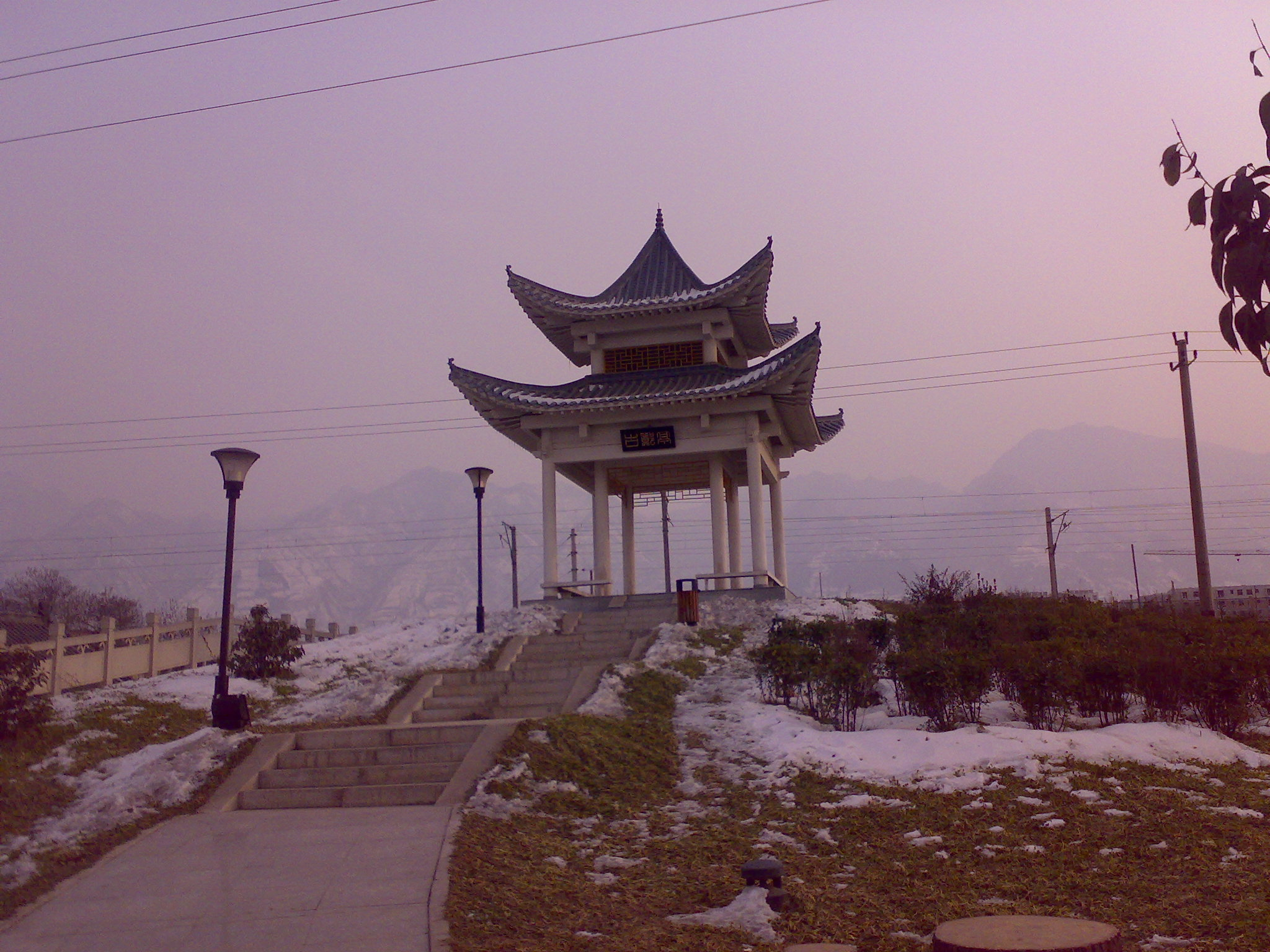

화저우구(한국어: 화주구, 중국어: 华州区, 병음: Huázhōu Qū)는 중화인민공화국 산시성 웨이난시의 시할구이다. 넓이는 1,127km2이고, 인구는 2007년 기준으로 350,000명이다. 2015년 10월을 기해 구로 개편되기 이전까지는 화 현(한국어: 화현, 중국어: 华县, 병음: Huá Xiàn)이었다. 정나라의 초기 수도였다.

## 행정 구역
10개 진, 4개 향을 관할한다.
- 진: 华州镇, 杏林镇, 赤水镇, 高塘镇, 大明镇, 瓜坡镇, 莲花寺镇, 柳枝镇, 下庙镇, 金堆镇.
- 향: 辛庄乡, 东阳乡, 金惠乡, 毕家乡.